# Mohamed Mosadek
Mohamed Mosadek (perzijsko محمد مصدق; IPA: [mohæmˈmæd(-e) mosædˈdeɣ] ()), iranski/perzijski politik, * 16. junij 1882, Teheran, Perzija, † 5. marec 1967, Ahmadabad-e Mosaddeq, Iran.
Mosadek je bil demokratično izvoljeni predsednik vlade Irana (Perzije) med letoma 1951 in 1953, ko je bila njegova vlada z državnim udarom pod vodstvom ameriške CIA in britanske MI6 zrušena.
Bil je pisec, javni funkcionar, odvetnik in izstopajoč član iranskega parlamenta. Njegova vlada je vpeljala vrsto socialnih in političnih reform za socialno varnost, najemnine in lastništvo zemlje. Najbolj odmevna reforma je bila nacionalizacija iranske naftne industrije, ki je bila pod upravo Združenega kraljestva od leta 1913 preko družbe Anglo-Persian Oil Company (APOC/AIOC, kasneje British Petroleum in BP).
Iranci so v Mosadeku videli glavnega nosilca sekularne demokracije in upora proti tuji dominaciji v iranski oz. perzijski moderni zgodovini. 19. avgusta 1953 je CIA organizirala in izpeljala državni udar na prošnjo MI6. Namesto Mosadeka so na čelo države postavili generala Fazlollaha Zahedija. Udar je na Zahodu znan kot Operacija Ajax po kodi CIA, v Iranu pa kot 28 Mordad 1332, po datumu na iranskem koledarju. Mosadek je bil tri leta zaprt v samici, nato do smrti v hišnem priporu in pokopan doma.